# وزارة الموارد البشرية والتنمية الاجتماعية (السعودية)
وزارة الموارد البشرية والتنمية الاجتماعية السعودية هي وزارة تشكلت بعد ضم وزارة الخدمة المدنية إليها، وكانت سابقًا تسمى وزارة العمل والتنمية الاجتماعية بعد دمج وزارتي العمل والشؤون الاجتماعية، وهي الوزارة المسؤولة عن الإشراف على شؤون العمل والعمال وتنظيمها في الوزارات والمصالح الحكومية العامة، والأجهزة ذوات الشخصية المعنوية بالمملكة العربية السعودية. ويتولى رئاستها المهندس أحمد بن سليمان الراجحي.
بحسب تقرير التنافسية العالمي 2019 تقدمت المملكة 13 مرتبة في مؤشر كفاءة سوق العمل وسوق الإنتاج مقارنة بالعام السابق، وكذلك في 5 مؤشرات فرعية تقيس جوانب كفاءة السوق، كما تقدمت 17 مرتبة عن العام 2018 في كل من مؤشري «تمويل المنشآت الصغيرة والمتوسطة» و«توفر رأس المال الجريء»، إذ حلت في المرتبتين 19 و12 على التوالي، وتقدمت 5 مراتب في مهارات رأس المال البشري والقدرة على الابتكار وديناميكيات العمل.
تمكّنت الوزارة من الحصول على شهادة Validated by EFQM من المؤسسة الأوروبية لإدارة الجودة EFQM كأول جهة في المملكة، تحصل على هذه الشهادة في عام 2021م بعد أن تمكنت من تحقيق الالتزام بمعايير نموذج التميز المؤسسي الأوروبي بنجاح وعبر عدة مجالات منها: تطوير نظام التسوية الودية إلكترونيًا، ورفع كفاءة الإنفاق وترشيد الاستهلاك في مجال النقل الموحّد، وتوحيد طرق التواصل مع مستفيدي الوزارة عبر مركز الاتصال الموحّد.
وفي العام 2024 حصلت الوزارة على المرتبة التاسعة عالمياً في مؤشر إنتاجية العمل لكل عامل وفقاً للكتاب السنوي للتنافسية العالمية IMD.

## التاريخ
منذ تأسيسها عام 1380هـ، كانت الوزارة متصلة مع وزارة الشؤون الاجتماعية تحت اسم وزارة العمل والشؤون الاجتماعية حتى صدر الأمر الملكي بفصلهما في عام 1425هـ، ثم أعيد دمجهما بمسمى «وزارة الموارد البشرية والتنمية الاجتماعية» في عام 1436هـ. وفي 25 فبراير 2020 الموافق 1 رجب 1441 هـ صدر أمر ملكي بضم وزارة الخدمة المدنية إليها، وتعديل مسمى الوزارة لتصبح وزارة الموارد البشرية والتنمية الاجتماعية.

## وزراء العمل بعد فصلها عن وزارة الشؤون الاجتماعية
| الوزير                                   | الفترة                      |
| ---------------------------------------- | --------------------------- |
| فيصل بن تركي الأول بن عبد العزيز آل سعود | 1380هـ                      |
| ناصر بن حمد المنقور                      | 1380هـ -1381                |
| محمد الحمد الشبيلي                       | 1381هـ                      |
| عبد الرحمن بن عبد الله أبا الخيل         | 1381هـ -1395                |
| علي بن إبراهيم النملة                    | 1425هـ عدة أيام بعد الإعفاء |
| غازي بن عبد الرحمن القصيبي               | 1425هـ - 1431هـ             |
| عادل بن محمد فقيه                        | 1431هـ - 1436 هـ            |
| مفرج بن سعد الحقباني                     | 1436هـ - 1437 هـ            |
| علي بن ناصر الغفيص                       | 1437هـ - 1439 هـ            |
| أحمد بن سليمان الراجحي                   | 1439 هـ - الآن              |

## الهدف العام للوزارة
تهدف الوزارة إلى تنظيم استخدام القوى العاملة من خلال تنفيذ نظام العمل، وتخطيط الموارد البشرية وتطويرها، وتسوية الخلافات العُمالية في القطاع الخاص.

## مهام الوزارة
- رسم السياسة العامة للشؤون العمالية في السعودية في نطاق سياسة الدولة العامة وفق المبادئ الإسلامية والعدالة الاجتماعية، بهدف تحقيق الاستخدام الكامل، وفرص العمل المستقر المجزي للمواطنين، وتهيئة ظروف وعلاقات العمل لزيادة الإنتاج، وتحسين مستويات المعيشة، وتوطيد العلاقات الإنسانية بين أصحاب العمل.
- بحث ودراسة الموضوعات والمشكلات العمالية ضمن إطار خطط ومشاريع التنمية الاقتصادية والاجتماعية بالاشتراك مع الأجهزة المختصة في المملكة.
- وضع الخطط ورسم السياسات المتعلقة بتوظيف السعوديين وسعودة الوظائف في منشآت القطاع الخاص[9][10] في ضوء ما ورد في نظام العمل، وقرار مجلس الوزراء رقم (50) وتاريخ 21/4/1415هـ، والقرارات والتعليمات الأخرى المتعلقة بهذا الشأن.
- الإشراف على استقدام ونقل خدمات واستخدام القوى العاملة والتراخيص لها بالعمل لدى منشآت القطاع الخاص، وإصدار تراخيص مكاتب الاستقدام الأهلية.[11][12][13]
- رسم السياسات الخاصة بتفتيش العمل، ومراقبة تطبيق نظام العمل وإرشاد أصحاب العمل إلى مستلزمات نصوصه.
- إنشاء قاعدة بيانات لسوق العمل بالمملكة تشمل بيانات العاملين في القطاع الخاص سواء السعوديين أو غير السعوديين.[14]
- بحث واقتراح الوسائل المؤدية إلى إحداث وتنسيق توزيع الخدمات الاجتماعية للعمال، والإشراف على تنفيذها ونشر وسائلها وإعداد الأنظمة واللوائح والخدمات والقرارات المنفذة لها.
- متابعة تنفيذ المشروعات والبرامج التي تتصل بشؤون العمل والسعي إلى تحقيق الأهداف المشتركة في هذا السبيل بالتعاون مع أجهزة الدولة المختصة مع مراعاة الاختصاصات والصلاحيات المخولة لكل منها.
- إعداد البحوث الإحصائية العمالية وتنفيذها ونشر نتائجها بالاتفاق مع مصلحة الإحصاءات العامة والمعلومات.
- تتبع وتقويم ما تم تنفيذه من خطط ومشروعات وبرامج، فيما يختص بأعمال شؤون العمل وإعداد التقارير والبيانات المتعلقة بها.
- بحث وسائل تنظيم العلاقات مع الدول العربية والأجنبية والمنظمات الدولية والهيئات الإقليمية العربية والدولية فيما يختص بشؤون العمل، بما في ذلك تبادل الخبرة والمعلومات والخبراء المتخصصين، وإيفاد البعثات واتخاذ إجراءات عقد الاتفاقات المحققة لهذا الغرض ضمن نطاق السياسة العامة للدولة بعد الرجوع إلى الجهات المختصة.
- تنظيم الاشتراك في المؤتمرات وحلقات الدراسات الإقليمية والعربية والدولية[15] التي تتصل بميادين اختصاصها، والإعداد لإقامة مثل هذه المؤتمرات الدولية بالاتفاق مع الجهات المختصة.[16]

## الأهداف الاستراتيجية
وضعت الوزارة أهدافا إستراتيجية تواكب رؤية السعودية 2030، تحقق مستهدفات برنامج التحول الوطني وهي رفع مستوى جودة الخدمات المقدمة، وخلق بيئة عمل آمنة وجاذبة، وتوفير فرص عمل لائقة للمواطنين، وتوسيع القطاع وتوجيهه للعمل في مجالات التنمية، وتمكين العمل التطوعي، بناء قدرات الجهات العاملة في القطاع غير الربحي وحوكمتها، إيجاد منظومة متكاملة للحماية الأسرية، رفع كفاءة الخدمات والبرامج المقدمة من خلال المراكز والدور والمؤسسات، ورفع مستوى مهارات السعوديين بما يتلاءم مع احتياجات سوق العمل، وتوجيه الجهود لتأمين السكن الملائم لمستفيدي الضمان الاجتماعي الأشد حاجة للسكن، وتحويل شريحة مستفيدي الوزارة من متلقين للمساعدة إلى منتجين (تمكين).

## قطاع التنمية الاجتماعية
- وكالة الوزارة للرعاية الاجتماعية والأسرة
- وكالة الوزارة للضمان الاجتماعي
- وكالة الوزارة للتنمية الاجتماعية[20]

## الحكومة الإلكترونية
تعتبر وزارة الموارد البشرية والتنمية الاجتماعية من الوزارات التي تتبنى بشكل واضح تطبيق الحكومة الإلكترونية، حيث وصلت في تعاملاتها إلى تعامل إلكتروني كامل والاستغناء عن التعامل الورقي.
أجير: أطلقت برنامج أجير عبر بوابة إلكترونية بالتعاون مع وزارة البيئة والمياه والزراعة، وهو برنامج يتيح تدوير وتبادل خدمات العمالة بين المنشآت الزراعية، وفي فبراير 2019، تم البدء في فتح تقديم طلبات خدمات العمالة عن طريق الموقع الإلكتروني الخاص بالبرنامج «أجير».
جدارات: في 18 أغسطس 2024م دشن وزير الموارد البشرية والتنمية الاجتماعية المنصة الوطنية الموحدة للتوظيف «جدارات» وأعلنت الحكومة السعودية توفير 70 ألف وظيفة شاغرة عبر المنصة.

## إستراتيجية التوظيف
وضعت وزارة الموارد البشرية والتنمية الاجتماعية إستراتيجية توظيف تم اعتمادها بموجب قرار من مجلس الوزراء السعودي في عام 1430هـ، وترتكز هذا الاستراتيجية على توفير فرص عمل كافية من حيث العدد، وملائمة من حيث الأجر، تؤدي إلى توظيف كامل للموارد البشرية السعودية، وتحقق ميزة تنافسية للاقتصاد الوطني، وحددت 25 عاما لتحقيق هدف قصير المدى وهو السيطرة على البطالة ومدته سنتان، وهدف متوسط المدى وهو خفض معدل البطالة ومدته ثلاثة سنوات، وهدف طويل المدى وهو تحقيق ميزة تنافسية للاقتصاد اعتمادا على القوى البشرية المواطنة ومدته عشرون عاما، ولتحقيق كل هدف وضعت الوزارة سياسات له بغايات معينة، مع آليات لتنفيذها ومؤشرات لقياس تحققها.

## نظام العمل المرن
أصدرت وزارة الموارد البشرية والتنمية الاجتماعية «نظام العمل المرن» في مايو 2020، وبدأت بتطبيقه في أغسطس من العام نفسه، كما حددت قواعد وضوابط لتنظيم «العمل لبعض الوقت» الذي يُعد شكلًا من أشكال العمل المرن، وتقتصر عقود «نظام العمل المرن» على السعوديين فقط، ويقصد بالعمل المرن العمل الذي يؤديه موظف غير متفرغ في منشأة لدى صاحب عمل أو أكثر، ويحتسب أجره بالساعة، بشرط أن تقل ساعات عمله لدى صاحب العمل الواحد عن نصف ساعات عمله في المنشأة. ويتيح عقد «العمل المرن» تعاقد الموظف السعودي مع المنشأة بعدد ساعات محددة، وعليه فلا تلتزم المنشأة بإجازات مدفوعة أو مستحقات نهاية الخدمة. ويشترط في العقد أن يكون مكتوبًا، وتحدد فيه المدة وساعات العمل سواء كانت يومية أو بعض أيام الأسبوع، ويتاح تجديد العقد لمدة مطابقة للمدة السابقة، أو مدة يتفق عليها الطرفين، كما يلزم النظام صاحب العمل بتوفير الحماية الممنوحة للعاملين بعقد العمل المرن، من حيث السلامة والصحة المهنية وإصابات العمل، ويحق للعامل بهذا النظام أن يقبل أو يرفض العمل في أي وقت، دون أن يتخذ أي إجراء ضده من صاحب العمل.

## تحسين العلاقة التعاقدية وإلغاء نظام الكفيل
بدأ في السعودية في شهر مارس من عام 2021 التفعيل الفعلي لإلغاء نظام الكفيل ضمن مبادرة تحسين العلاقة التعاقدية وتطوير بيئة العمل حيث تسمح بالتنقل الوظيفي للوافدين من منشأة إلى أخرى بما يتوافق مع العقود الموثقة بين الطرفين وتتطلب مراعاة الضوابط والشروط.

## التطوير

### شهادة الآيزو الدولية
في عام 2022م حققت الوزارة جهود عالمية في مجال الرقابة والتفتيش، وتوجت بشهادة الاعتماد الدولي (ISO/IEC 17020:2012) لجهات التفتيش من مركز الاعتماد الخليجي للجهات المطابقة لمعايير المنظمة الدولية للمعايير (ISO)، حيث تستند الشهادة في معايير التقييم إلى المواصفة القياسية الدولية ISO/IEC 17020:2012.

### شهادة الآيزو الدولية في تطبيق نظام إدارة المخاطر
في عام 2023م حصلت الوزارة على شهادة الآيزو ISO 31000  في تطبيق نظام إدارة المخاطر، بعد أن استوفت جميع المتطلبات الخاصة للحصول عليها، بهدف رفع جاذبية سوق العمل السعودي من منظور بناء القدرة الاستباقية وتخفيف مخاطر حدوث أزماتٍ عمالية، وكذلك ترسيخ أفضل الممارسات الدولية في حال نشوء خلافٍ عمالي – وبما يضمنُ حفظ حقوق أطراف العلاقة التعاقدية العمالية

### جائزة التميز العربي الحكومي
في يناير عام 2023م، حصلت الوزارة على جائزة التميز الحكومي لقيامها بمشروع تعزيز مشاركة القوى العاملة السعودية في القطاع الخاص بالمملكة، وتعد هي الجائزة الأولى من نوعها على مستوى العالم العربي، والأكبر في مجال التطوير والتحسين والتميّز الإداري، وتعد هذه الجائزة الأولى من نوعها على مستوى العالم العربي، والأكبر في مجال التطوير والتحسين والتميّز الإداري.

### شهادة الاعتماد
في عام 2023 حصلت الوزارة على شهادة اعتماد مقدمة من هيئة الحكومة الرقمية نظير تطبيقها لممارسات البنية المؤسسية الوطنية (NORA) وفق نموذج تقييم البنية المؤسسية السعودي (SEAM).

## وصلات خارجية
- وزارة الموارد البشرية والتنمية الاجتماعية